# Micrelaps muelleri
Micrelaps muelleri (engelska: Mueller's Two-headed Snake) är en giftig ormart inom familjen stilettormar som tillhör släktet Micrelaps.

## Kännetecken
Ormen har svart huvud och kropp med ljusbruna ränder. Annars liknande utseende som för alla Micrelaps. Längden är 25-53 centimeter.

## Utbredning
Israel, Syrien, Jordanien och Libanon.

## Levnadssätt
Ormen föredrar områden med buskvegetation och hittas ofta under stenar. Dess huvudsakliga föda är skinkar.